# Conócete a ti mismo

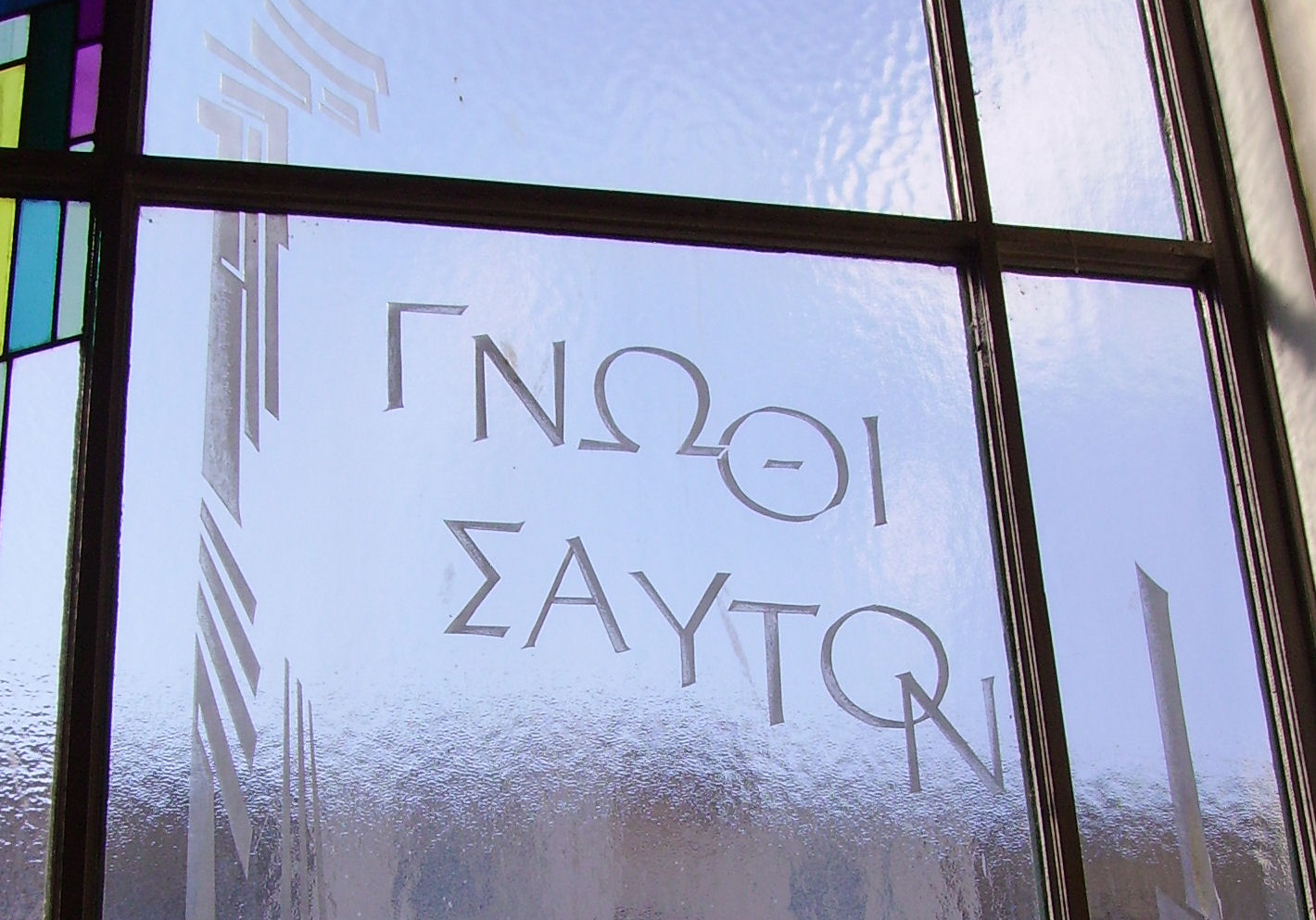
Un vitral con una versión contraída de γνῶθι σαυτόν.

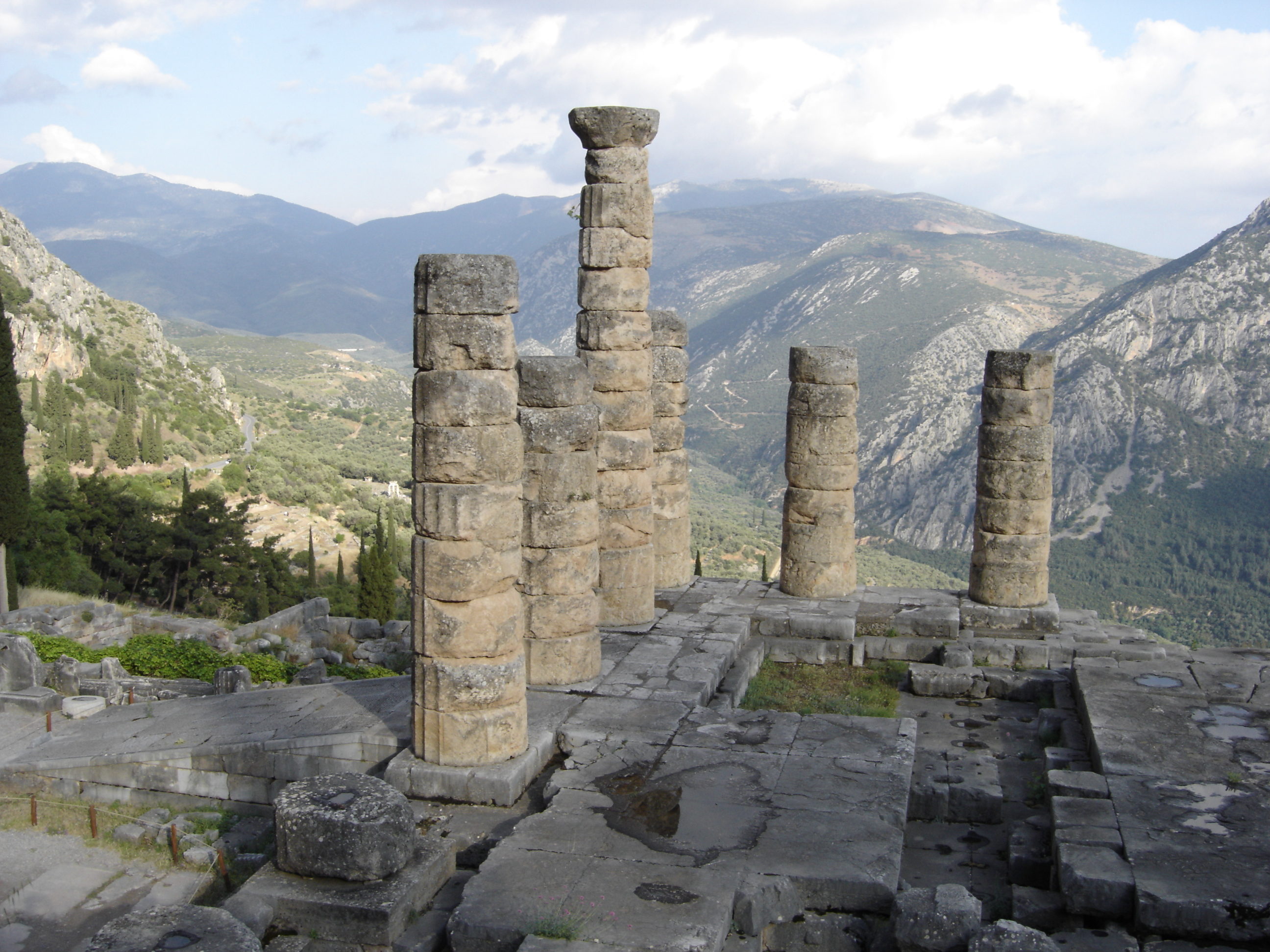
Ruinas del templo de Apolo en Delfos, que tenía esta inscripción en su frontón.

El aforismo griego "Conócete a ti mismo" (que en griego clásico es γνωθι σεαυτόν, transliterado como gnóthi seautón) estaba inscrito en el pronaos del templo de Apolo en Delfos, según el periegético Pausanias.
La proverbial sentencia, así como otras ubicadas junto a esta en el templo y destinadas a ofrecer consejo a los visitantes, se atribuía tradicionalmente a los Siete Sabios de Grecia, y la inscripción habría datado de finales del siglo V a. C. El aforismo también ha sido atribuido a varios sabios griegos antiguos:
- Heráclito
- Quilón de Esparta, o al propio dios Apolo[2] en respuesta a Quilón sobre qué era lo mejor que podían aprender los hombres.[3]
- Tales de Mileto
- Sócrates[2]
- Pitágoras
- Solón de Atenas

En una discusión acerca de la moderación y el autoconocimiento, el poeta romano Juvenal, cita la frase en griego y declara que el precepto desciende "de cælo" (del cielo).
En latín, el aforismo se presenta como temet nosce o bien nosce te ipsum.